# Ligota Zamecka
Ligota Zamecka (niem. Schloss Ellguth)– wieś w Polsce położona w województwie opolskim, w powiecie kluczborskim, w gminie Kluczbork.
W latach 1945–1954 siedziba gminy Ligota Zamecka. W latach 1954–1961 wieś należała i była siedzibą władz gromady Ligota Zamecka, po jej zniesieniu w gromadzie Kluczbork. W latach 1975–1998 miejscowość administracyjnie należała do ówczesnego województwa opolskiego.